# Rissos Glattkopf
Rissos Glattkopf, Alepocephalus rostratus, war einer der ersten Tiefseefische, von denen man (durch Antoine Risso in Nizza) vor fast 200 Jahren Kenntnis bekam. Allerdings ist sein Äußeres für einen Tiefseefisch wenig spektakulär; auffallend ist höchstens die schwarze Färbung. Dass der Kopf unbeschuppt ist (was ja der wissenschaftliche Name besagt: (griech.:) a- „nicht“, lepos „Schuppe“, kephalé „Kopf“), findet sich bei vielen anderen Fischen verschiedener Lebensweise auch. Alepocephalus hat keine Photophore (Leuchtorgane) und keine Schwimmblase.

## Beschreibung
Rissos Glattkopf wird kaum länger als 50 cm, wächst aber, bedingt durch das geringe Nahrungsangebot der Tiefenzone, sehr langsam – er ist dann schon über 20 Jahre alt. Auffallend, aber auch wieder nicht charakteristisch für seinen Biotop ohne Tageslicht, sind die großen Augen. Die hinteren Nasenlöcher sind recht groß. Die Färbung ist ein sattes Dunkelbraun, der Hautschleim schimmert blau. Die glatten, dünnen Schuppen fallen leicht aus; ca. 50 gekielte Seitenlinien-Schuppen.
Der Oberkiefer ist meist etwas eingesattelt (daher der Artname rostratus, „mit Schnabel“); das recht kleine Maul ist fein bezahnt (im Oberkiefer aber nur Praemaxillare und das Palatinum, das Maxillare und der Vomer sind zahnlos, die vordersten Zähne des Dentale sind etwas größer). Am Maxillare setzen zwei kleine Supramaxillaria an. An der Unterkieferspitze sitzt ein kleiner Hautknopf (Sinnesorgan?). Meist 6 (selten 7) zarte Branchiostegal-Strahlen (Radien; s. Branchiostegalapparat). Die Kiemenhöhle ist dorsal hinten erweitert zur Aufnahme des paarigen Epibranchial- oder Cruminalorgans (von lat. crumina „Beutel“. Der gekrümmte Hohlraum hat eine Muskelhülle, in der verlängerte Branchiospinen stecken: Nahrung kann hier etwas zerrieben werden, um dann die Verdauung zu erleichtern). Auch die fünf Spalten der Kiemenreuse sind durch lange Branchiospinen gesichert.
Carl Gegenbaur hat 1878 den Schädel eingehend beschrieben. Alle Hautknochen sind zart, das Neurocranium (Gehirnkapsel) ist wenig verknöchert, es bleibt also vorwiegend knorpelig. Mundhöhle, Schlund und Bauchfell sind schwärzlich. Der Magen ist U-förmig, der Darm etwa körperlang. Es gibt 20 bis 28 Pylorusschläuche (andere Zahlen stammen von Tieren, die heute andere Arten der Gattung repräsentieren). Laut Valenciennes (1846) hat der Glattkopf eine Spiralvalve (s. Spiraldarm) im Enddarm – was aber sehr unwahrscheinlich ist. Der Hoden ist unpaar, aber zweilappig – eine seltene Bau-Variante bei Wirbeltieren.
Flossenformel: D 16-20, A 17-21, P 10-11, V 9, C 8-9/21/8-9 (d. h. dorsal und ventral hat die C Vorstrahlen zur Versteifung). P und V sind sehr klein; über der P ist ein kleines Hautareal unbeschuppt. Die Stellung von D und A erinnert an die der Hechte – was hier aber nicht unbedingt für „Stoßräuber“ spricht.

## Ökologie und Verbreitung
Der Glattkopf (engl. bald-, slick-, smoothhead) lebt an Kontinental- und Inselhängen in 950–2200 m Tiefe grundnah (über Weichboden; die ältesten Individuen am tiefsten) von verschiedenen Lebewesen (Hydroidpolypen, Rippenquallen, Schnecken bis Decapoden, Stachelhäutern, Manteltieren (bes. Salpen), kleinen Fischen (selten), vom Plankton besonders Euphausiacea, Amphipoda und Mysidacea – was immer er findet und bewältigen kann, wobei aber Plankton und Nekton gegenüber Benthos vorherrscht; mit Benthos kommt mitunter viel Sediment in den Darm). Er kommt vor im Ostatlantik zwischen Island, Irland, Madeira und Angola und Namibia, sowie im westlichen Teil des Mittelmeeres (bis zum Ionischen Meer). Nachts steigt er mitunter bis in ca. 300 m Tiefe auf (wärmeres Wasser wird gemieden). Lokal kann er die Fischbiozönosen dominieren (z. B. die Catalanische See unter 1000 m). Er hat eine ausgedehnte (oder gar keine!) Fortpflanzungssaison und große bathypelagische Eier, aus denen keine „Larven“, sondern praktisch Jungfische schlüpfen. Geschlechtsreif wird er mit ca. 25 cm Länge (4–6 Jahre alt: Weibchen größer als Männchen).

## Verwandtschaft
Man hat von Anfang an über die nähere Einordnung ins System gerätselt. Die Schwierigkeit liegt darin, dass der Fisch fast nur altertümliche (symplesiomorphe) Merkmale zeigt, z. B. das Epibranchialorgan, das bei „primitiven“ Teleostei, die nicht ausgesprochene Fischfresser waren, weit verbreitet war (heute noch bei Heterotis, Chanos, Clupea, Argentina, Gonorynchus).  William Gosline (1969) rechnet ihn nach ausführlicher Abwägung der Argumente zu den Osmeriformes; seither wurden aus ihnen aber die Argentiniformes ausgegliedert und die Alepocephaloidea diesen zugeschlagen (Epibranchialorgan, keine Fettflosse) – vgl. etwa R. Diogo et al. 2008. S. Lavoué et al. (2007) hingegen rechnen die Alepocephaliformes zu den Otocephala, kehren also zur alten "Heringsverwandtschaft" zurück (die Verbindung zwischen Schwimmblase und Mittelohr wäre demnach durch die Reduktion ersterer verschwunden).

## Fischerei
Nach dem Ende der Dorsch-Fischerei (um 1990) im Nordatlantik suchte man Ersatz in der Ausbeutung tiefer im Meer lebender Species (sog. Tiefwasserfische in 400–1000 m Tiefe, die man mit Schleppnetzen erlangen kann), z. B. Coryphaenoides sp., Hoplostethus atlanticus. (Ihre Ausbeute kann natürlich nicht im Entferntesten an die von Gadiden herankommen, die Biotopzerstörungen an Korallenriffen u. a. sind dabei oft sehr groß.) Dabei fällt auch Alepocephalus (bairdi und rostratus) in Menge an, dessen Fleisch aber wegen geschmackloser Wässrigkeit nicht marktfähig ist (Gordon 2001) – die Fische müssen (tot) zurück ins Meer geworfen werden (Beifangverbot der EU). Aber auch wenn man sie als Eiweißlieferanten behielte, könnte in dieser Weise nicht „nachhaltig“ gewirtschaftet werden (nachhaltig weder für die Fischer noch für die Natur).